# Themistoklís Tzimópoulos
Themistoklís Tzimópoulos (en grec : Θεμιστοκλής Τζημόπουλος), né le 20 novembre 1985 à Kozani en Grèce, est un footballeur international néo-zélandais, qui évolue au poste de milieu défensif. Il possède également la nationalité grecque.

## Biographie

### Carrière internationale
Themistoklís Tzimópoulos compte 11 sélections et 1 but avec l'équipe de Nouvelle-Zélande depuis 2015. 
Il est convoqué pour la première fois en équipe de Nouvelle-Zélande par le sélectionneur national Anthony Hudson, pour un match amical contre la Corée du Sud le 31 mars 2015. Le match se solde par une défaite 1-0 des Néo-Zélandais.